# IPlus
iPlus es un descodificador de televisión adaptado para ver y grabar la oferta de cadenas de la operadora española de televisión por satélite Movistar+. 

## Historia
A finales de septiembre de 2007 Canal+ (Digital+ en aquel entonces) lanzó un nuevo descodificador para seguir las emisiones de su plataforma por satélite así como las de TDT en España. Este descodificador permite además ver las emisiones en alta definición en estos sistemas (DVB-S y DVB-T).
Cuatro meses más tarde, en enero de 2008 Sogecable lanzó el canal Canal+ HD, que emite en alta definición (1080i), y captable únicamente con este descodificador. Más tarde fueron apareciendo más cadenas en esta tecnología (Mezzo Live HD, Fox HD, Canal+ Acción HD, etc.).
Existen varios modelos de iPlus que difieren por fabricante (Pace, Thomson, Cisco), forma, tamaño de disco duro (250GB en primeros modelos, 500GB en modelos nuevos), distribución (HDplus en bares y locales), etc.
En julio de 2011 Canal+ y la empresa estadounidense Cisco sellaron un acuerdo para el desarrollo de su descodificador y dotarlo de más servicios y prestaciones.
A finales de 2011 el receptor ya se encontraba en más de medio millón de hogares según la plataforma.

## Prestaciones
iPlus es un terminal avanzado que proporciona Canal+ a sus abonados desde septiembre de 2007, primero en régimen de propiedad y actualmente en régimen de alquiler. Permite entre otras opciones: 
- Grabar contenido DVR: tanto de la plataforma como de TDT, incluso en HD o 3D.
- Parar, retroceder, avanzar y retroceder al directo (Timeshift).
- Ver contenido en HD y 3D.
- Video bajo demanda: conectando el receptor a internet se pueden ver contenidos de su plataforma en VOD.

## Modelos disponibles
- iPlus P11: Fabricado por Pace, fue el primer terminal disponible y se lanzó en 2007 como una alternativa de altas prestaciones al entonces actual decodificador básico de Digital+. Además de la tecnología de control de la emisión timeshift, albergaba la posibilidad de grabar programas en un disco duro integrado de 250GB.
- iPlus P15: También fabricado por Pace y con las mismas prestaciones que el anterior, pero este terminal no disponía de disco duro, lo cual lo orientó al servicio de la hostelería.
- iPlus T10: Diseñado por Thomson, ofrece una mayor potencia de procesamiento y la recepción de canales de Canal+ en Alta Definición.
- iPlus T11: Ensamblado por el anterior mencionado, ofrece 500GB de almacenamiento para grabaciones y/o programas, series o películas descargadas desde Yomvi, desde su lanzamiento.
- iPlus C20: Diseñado por Cisco en 2011, es el terminal más nuevo. Permite programar grabaciones desde la guía en la página web de Canal+. Además, integra el sistema de codificación NAGRAVISIÓN 3 como medida contra la piratería.

## Características técnicas
Los siguientes datos son las características técnicas para el modelo iPlus T11 fabricado por Thomson, por lo que puede variar algún dato según el modelo.
Presentación general
- Leds: 3 (rojo/verde/naranja)
- Botones panel frontal: 8
- Mando a distancia: 45 teclas
- Pilas: 2, tipo AAA
- Módem V22bis
- Entorno interactivo: MediaHighWay Advanced
- Lector de tarjeta: 1
- Formato TV: Pan&Scan, letterbox, 16:9
- Resolución: 720 x 57, 1080i, 720p
- Acceso condicional: NAGRAVISION®

Sintonizador Satélite
- Bandas de frecuencia: 950 MHz - 2150 MHz
- Impedancia de entrada: 75 ohmios

Entrada de antena (LNB)
- Corriente máxima: 350 mA max.
- Polarizador: 12,5V / 19V CC
- Convertidor de frecuencia: 22 kHz

Sintonizador Terrestre
- Bandas de frecuencia: 470 MHz - 862 MHz
- Ondas: UHF

Conectores panel posterior
- Conexión al TV (no HD Ready): 1 tipo Euroconector
- Conexión al TV HD Ready: 1 tipo HDMI
- Conexión al aparato de vídeo: 1 tipo Euroconector
- Conexión Audio Analógico: 1 tipo RCA (canal izquierdo), 1 tipo RCA (canal derecho)
- Conexión Audio Digital: 1 SPDIF Coaxial
- (Descodiﬁcador fabricado con licencia de Dolby Laboratories)
- Conexión USB: 1 Type "A" (max 100 mA)
- Conexión telefónica: 1 RJH
- Conexión Ethernet: 1 RJ45

Alimentación
- Tensión: 230V - 50 Hz
- Consumo en funcionamiento: < 60 W
- Consumo en stand by: < 20 W
- Modo ECO/bajo consumo: < 1 W

Dimensiones y peso
- Dimensiones en mm: 391,1 x 290,4 x 65
- Peso: aprox. 2500 g